# Universidad Nottingham Trent
Universidad Nottingham Trent  (en inglés: Nottingham Trent University, NTU) es una universidad pública ubicada en Nottingham, condado de Nottinghamshire, Reino Unido. Fue fundada como una nueva universidad (término utilizado para designar cualquiera de los antiguos politécnicos, instituciones centrales o colegios de educación superior a los que el gobierno de John Major otorgó estatus universitario en 1992), surgiendo del antiguo Politécnico de Trent (más tarde Politécnico de Nottingham ). Sus raíces se remontan a 1843, con el establecimiento de la Escuela de Diseño, que aún existe dentro de la Universidad. Cuenta con más de 28.000 estudiantes repartidos en tres campus diferentes. 

## Historia

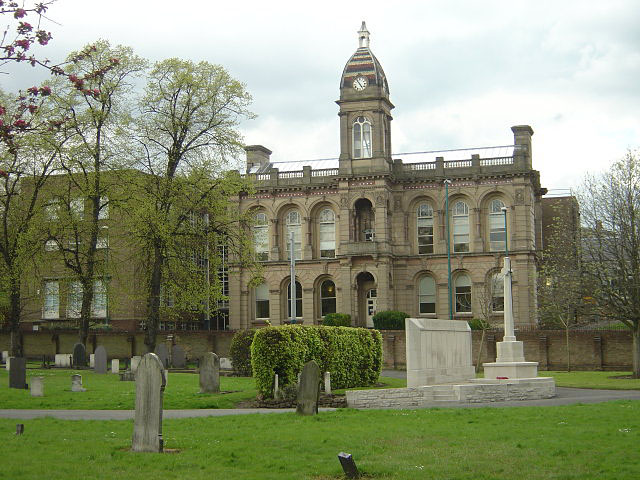
Escuela de Arte de Nottingham, en Waverley Street

La universidad es un ejemplo de la fusión de muchas instituciones distintas de educación superior. Se originó como Escuela de Diseño en 1843. Más tarde, en 1945 se creó la Nottingham and District Technical College. En 1958, se inauguró el Colegio Regional de Tecnología de Nottingham y, en 1959, comenzó el Colegio de Educación de Nottingham en Clifton. En 1964 se inauguró el Nottingham Regional College y en 1966 el Nottingham College of Design se unió al Regional College. Todos ellos se fusionaron en 1970 para formar una nueva institución con el estatus de Politécnico, conocida como Politécnico de Trent. En 1975, se fusionó con Nottingham College of Education y en 1988 adoptó el nombre de Nottingham Polytechnic. A raíz de la Ley de educación superior de 1992, todos los politécnicos y algunas escuelas de educación superior pasaron a tener derecho a obtener el estatus de universidad; en ese momento, la institución se convirtió oficialmente en Nottingham Trent University .

## Campus
La universidad tiene tres campus:

#### City

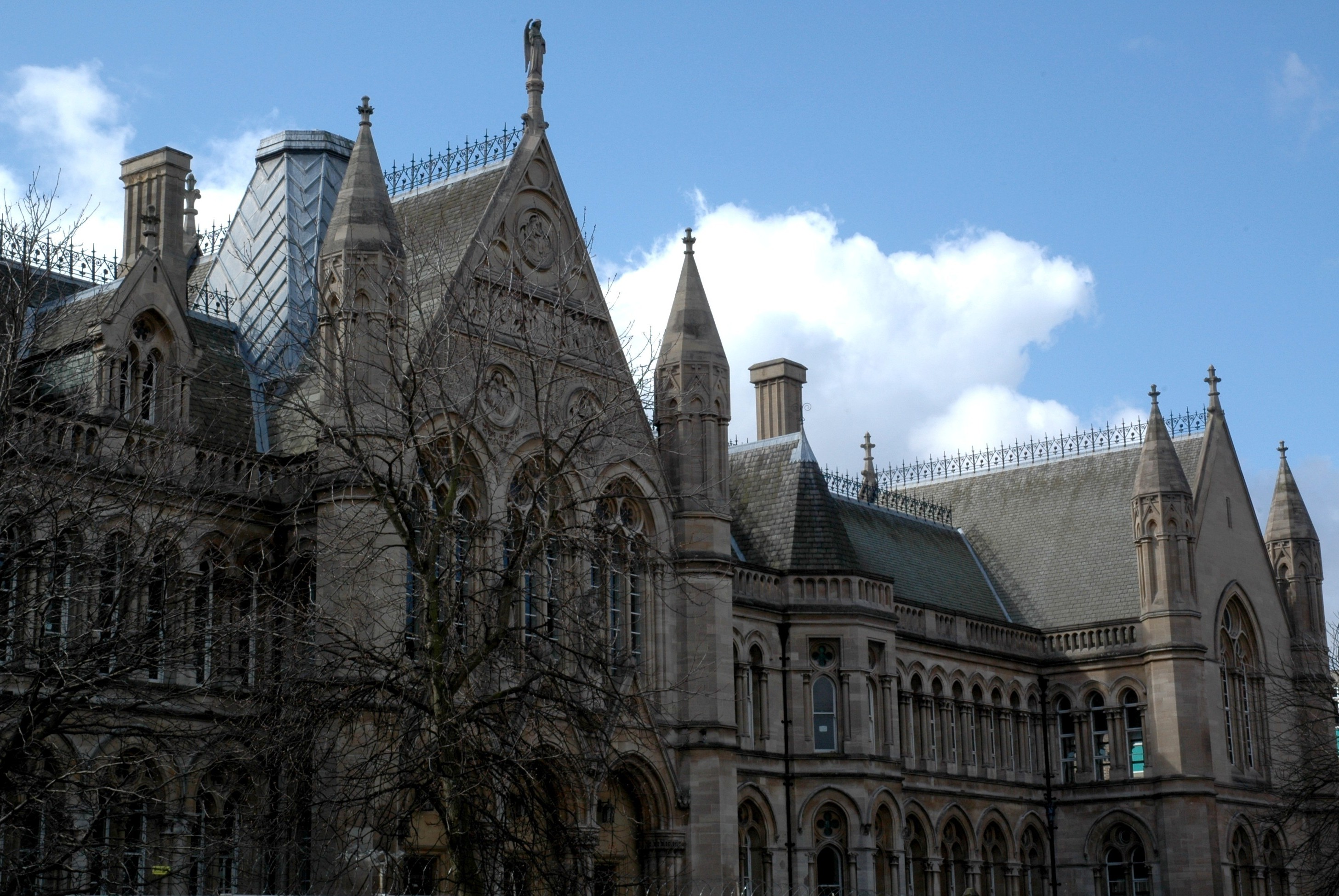
Edificio Arkwright

Situado al norte del centro de la ciudad de Nottingham, alberga a más de 17.000 estudiantes de la Escuela de Negocios de Nottingham, la Facultad de Derecho de Nottingham, la Escuela de Arquitectura y la Escuela de Arquitectura, Diseño y Medio Ambiente, Escuela de Arte y Diseño, Escuela de Ciencias Sociales y el Centro de Radiodifusión y Periodismo.
Biblioteca
Boots Library es la biblioteca principal de la universidad. Está ubicada en el centro del campus. Se trata de un edificio moderno renovado en 2013. Tiene un fondo de más de 533 000 libros y 2.500 publicaciones periódicas. 

#### Campus de Clifton

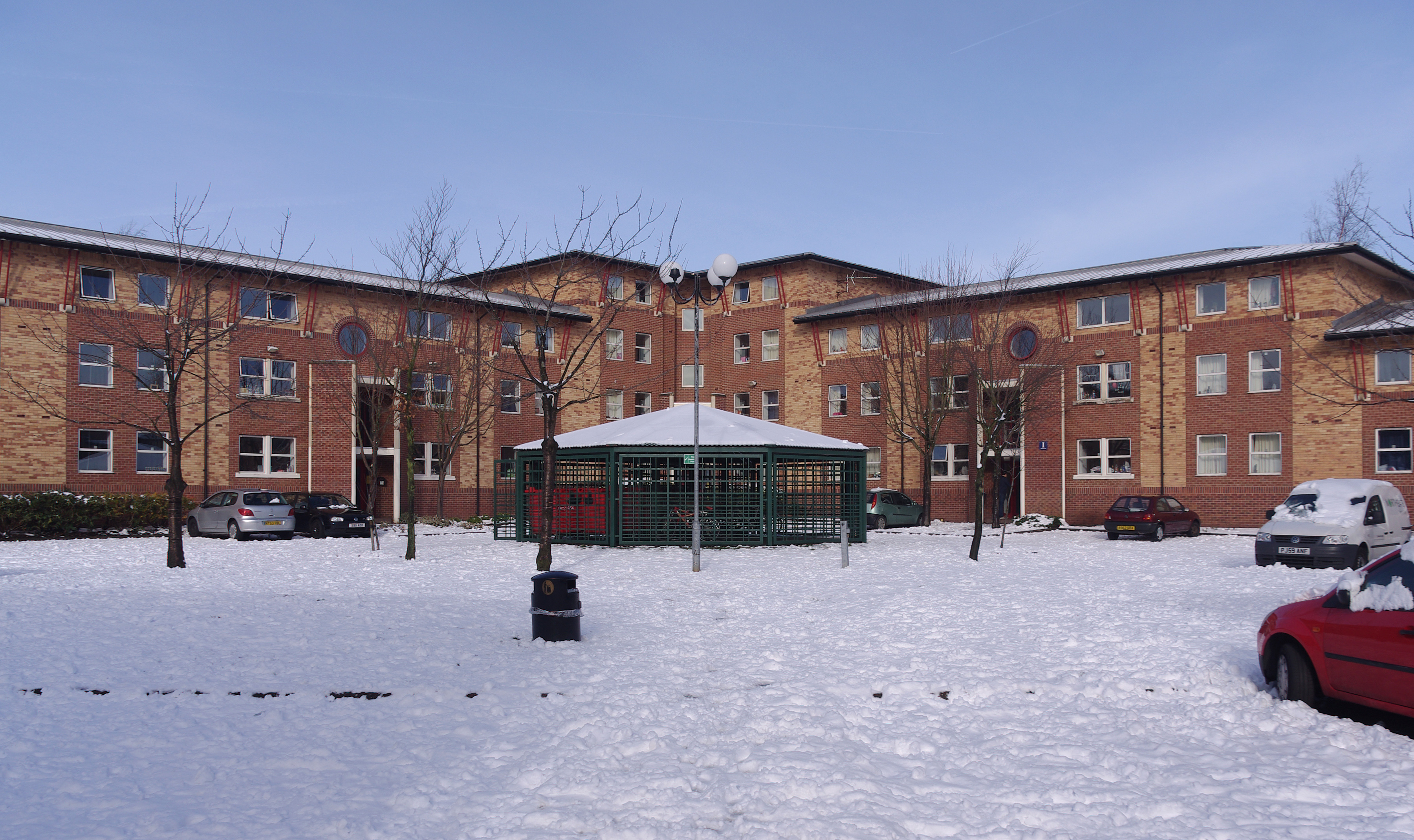
Campus de Clifton

A cuatro millas del centro de la ciudad, alberga a 9.000 estudiantes de la Escuela de Artes y Humanidades, la Escuela de Ciencias y Tecnología y la Escuela de Educación. Alberga también el Centro de Investigación del Cáncer John van Geest y el centro deportivo Lee Westwood.

#### Campus de Brackenhurst

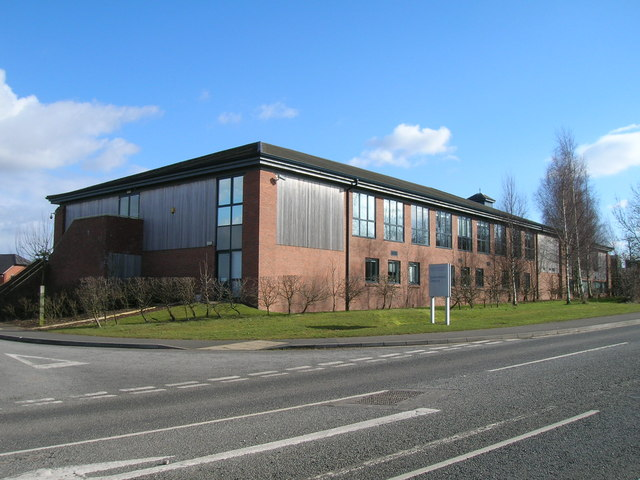
Campus de Brackenhurst

Cuenta con poco más de 1.000 alumnos de la Facultad de Ciencias Biológicas y ambientales . A unos 22 kilómetros del centro de la ciudad, el campus de Brackenhurst es una finca con bosques, un lago y jardines. Cuenta también con un Centro de veterinaria y hospital veterinario.

## Organización y administración

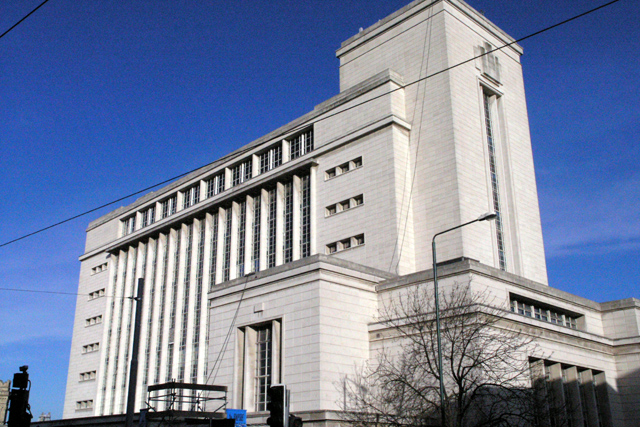
Edificio Newton, sede de la Escuela de Negocios de Nottingham

Con la llegada del vicerrector Neil T. Gorman en 2003, la universidad experimentó un cambio importante en su organización, pasando a estar compuesta por tres facultades y nueve escuelas:
Facultad de Negocios, Derecho y Ciencias Sociales
Facultad de Arte, Diseño y Arquitectura ambiental
Facultad de Artes y Ciencias

### Gobierno

#### Cancilleres
En junio de 2008, Michael Parkinson fue nombrado primer rector de la institución. Su toma de posesión oficial tuvo lugar el 11 de noviembre de 2008. 
- Michael Parkinson (2008-2014) [7]
- Kevin Cahill CBE, (2014-presente)

### Vicerrectores
- Ray Cowell (1992-2003)
- Neil T. Gorman (2003-presente) [8]

#### Presidentes de la Junta Directiva
- Richard Bullock OBE (2009-fecha)
- Sir John Peace (1999-2009)

## Perfil académico

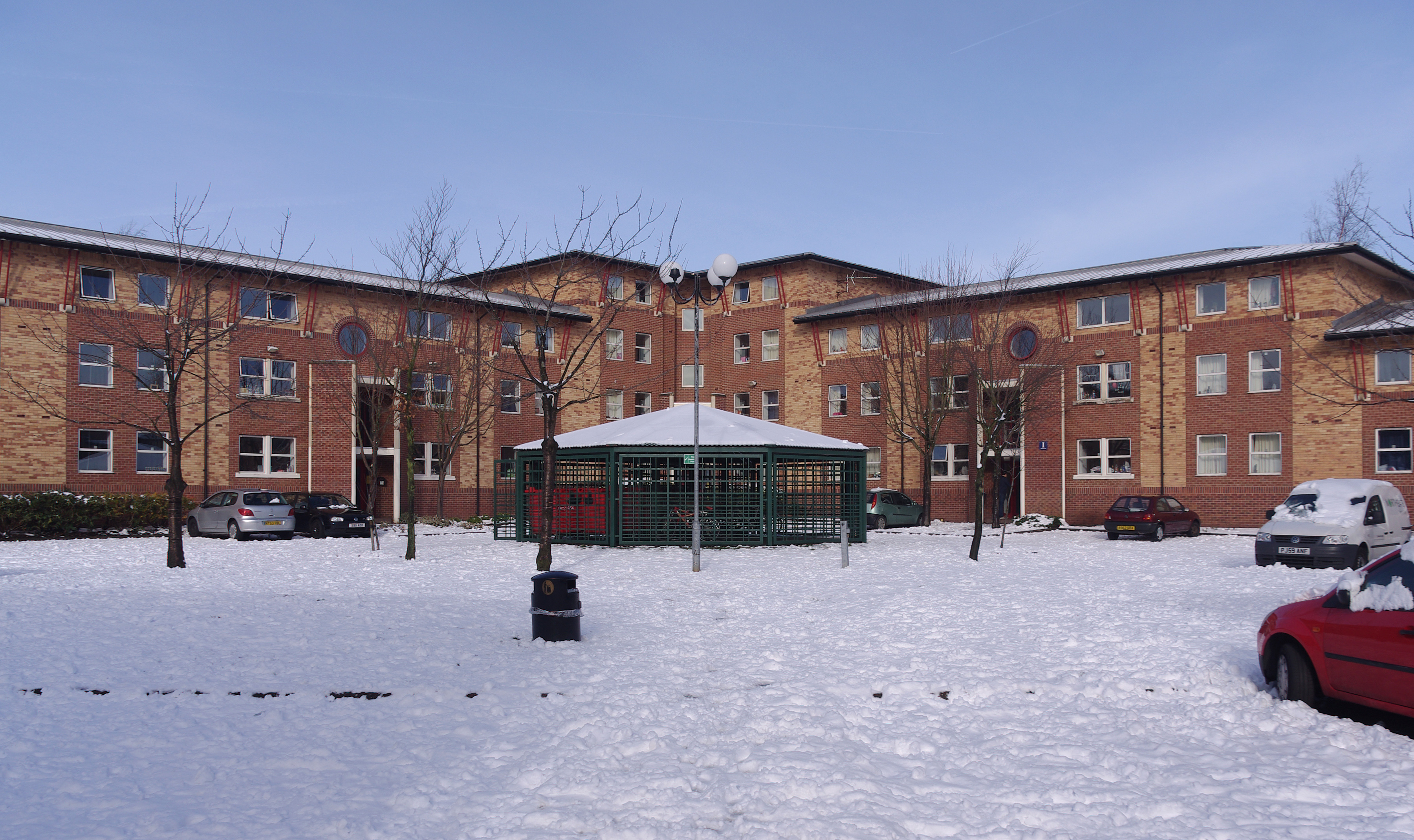
Campus de Clifton

### Vínculos con empresas e industrias.
Entre las empresas con las que la Universidad mantiene vínculos se encuentran Microsoft, Toyota, Experian y Rolls Royce .    

### Investigación
La universidad tiene una fuerte rama de investigación. La enseñanza de la universidad se sustenta en su investigación, que abarca desde la inmunoterapia contra el cáncer y los sistemas de seguridad aeroportuaria hasta la política social y los estudios culturales . La universidad cuenta actualmente con £22 millones en subvenciones y contratos de investigación (ejercicio 2008/09).

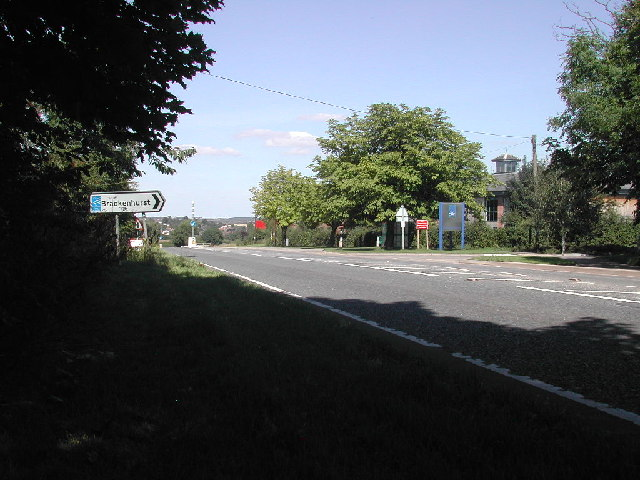
Entrada al campus de Brackenhurst por la carretera A612

## Universidades asociadas
- Universidad Ching Yun, Taiwán [12]
- EDHEC Business School, Lille - Niza, Francia
- Universidad de Economía de Katowice, Polonia
- INSEEC, Escuela de Negocios Inseec, Burdeos, Francia
- IESEG School of Management, Lille- París, Francia
- Universidad de Economía Nacional y Mundial, Bulgaria
- KBU International College, Malasia
- Escuela de Negocios KEDGE, Francia